# Lecionário 64
O Lecionário 64 (designado pela sigla ℓ 64 na classificação de Gregory-Aland) é um antigo manuscrito do Novo Testamento, paleograficamente datado do Século IX d.C.[a]
Este codex contém lições dos evangelhos de Mateus e Lucas (conhecido como Evangelistarium), com lacunas no começo e final. Muitas folhas estão rasgadas.[a]. Foi escrito em grego, e actualmente se encontra na Biblioteca Nacional da França.